# Coque (mécanique)
Pour les articles homonymes, voir Coque.
 (août 2019).
Si vous disposez d'ouvrages ou d'articles de référence ou si vous connaissez des sites web de qualité traitant du thème abordé ici, merci de compléter l'article en donnant les références utiles à sa vérifiabilité et en les liant à la section « Notes et références ».
Une coque est un solide délimité par deux surfaces proches et approximativement parallèles. Elle est soit fermée sur elle-même, soit délimitée en outre par une surface périphérique (le bord) qui joint les deux surfaces principales.
La théorie des coques est une théorie permettant de calculer les déformations et les contraintes dans une coque soumise à des charges. Elle s'inspire de la théorie des plaques et de la théorie des poutres. Elle diffère de la théorie des plaques en ce que les faibles déplacements normaux à la coque s'accompagnent de déformations au sein de la surface. C'est l'ingrédient essentiel de la rigidité des coques qui est mise à profit dans la coque de certains fruits, la coque d'un bateau ou la coquille des œufs ou des mollusques. C'est aussi la raison pour laquelle une balle de ping-pong est si rigide malgré sa minceur.

## Rigidité des coques

Les coques minces sont plus rigides que les plaques minces aux caractéristiques identiques hormis la courbure. En effet, déplacer un point perpendiculairement à une plaque est facile (flèche verte) puisqu'il n'est pas nécessaire (au premier ordre) d'étirer les segments (gris) avoisinants. À l'inverse, c'est difficile pour une coque (flèche rouge) parce que les segments (gris) voisins doivent alors être étirés ou comprimés (flèches orange).

Toutes choses égales par ailleurs, un élément de coque est plus rigide qu'un élément de plaque, en raison de sa courbure (plus précisément, de sa courbure de Gauss).
En effet, déplacer un point d'une plaque (plane) perpendiculairement à sa surface ne requiert aucun allongement des segments avoisinants de la surface (au premier ordre). À l'inverse, du fait de sa courbure, un déplacement similaire dans une coque requiert un allongement ou un raccourcissement des segments avoisinants. Or, pour les corps minces comme les plaques ou les coques, les déformations dans le plan tangent de la surface sont coûteux en énergie élastique (par comparaison avec des déformations de flexion). Par conséquent, un élément de coque est plus rigide qu'un élément de plaque de mêmes caractéristiques hormis la courbure.
En termes mathématiques, on dit que du fait de sa courbure de Gauss non nulle, cet objet (variété de dimension 2) doit voir sa métrique modifiée dans ce type de petite déformation. Dans une plaque, un cylindre ou un cône, dont la courbure de Gauss est nulle, on peut choisir des déformations dans lesquelles ce n'est pas le cas (au premier ordre).

## Démarche

Démarche pour l'étude des plaques

Comme pour l'étude des plaques ou des poutres, on met en relation
- la forme finale de la coque, c'est-à-dire le champ des déplacements, avec le champ de tenseur des déformations ;
- les efforts de cohésion avec les efforts extérieurs ;
- les efforts de cohésion avec le tenseur des contraintes, grâce au principe d'équivalence ;
- et le tenseur des contraintes avec le tenseur des déformations, grâce à la loi de Hooke généralisée.

Le modèle de coque permet de passer des efforts de cohésion au tenseur des contraintes ; il permet d'appliquer le principe d'équivalence.

## Définitions et hypothèses
On définit :
- la surface moyenne ou surface médiane : surface située à équidistance entre les faces (c'est l'équivalent du plan moyen pour les plaques ou de la courbe moyenne des poutres) ;
- le feuillet neutre : élément de matière d'épaisseur infinitésimale situé autour de la surface moyenne (c'est l'équivalent de la fibre neutre des poutres) ;
- une fibre normale : ensemble des points situés sur une normale à  la surface moyenne.

On appelle h l'épaisseur de la coque.
On se place dans le cas d'un matériau continu, élastique, homogène et isotrope.
Si, au repos, les faces sont planes, on parle de plaque plutôt que de coque.